# Jirlău
Jirlău é uma comuna romena localizada no distrito de Brăila, na região de Muntênia. A comuna possui uma área de 53.42 km² e sua população era de 3337 habitantes segundo o censo de 2007.